# クラス・オブ・ミュージック!
『クラス・オブ・ミュージック!』（Class of 3000）は、カートゥーン ネットワークが製作したテレビアニメ。日本語版エンディングテーマはSEAMOの「funcky teacher」。

## ストーリー
アトランタにあるウェスリー芸術学校の音楽クラスの生徒リルDは、世界的なミュージシャンであるサニー・ブリッジスの大ファン。人気絶頂の中、サニーは突然引退を宣言。リルDはがっかりするも、彼のクラスが資金難で先生不在となる。クラスを再開するため資金集めに奔走するも、ある日偶然町でサニーと出会う。サニーの大ファンであるリルD は、サニーに自分のクラスの教師になってくれるよう頼み込み、サニーも教師になることを引き受ける。

## 登場人物
サニー・ブリッジズ
声 - 戸部公爾 / 英 - アンドレ・3000
リルD
声 - 小平有希 / 英 - スモール・ファイア
タミカ
声 - 菊池いづみ / 英 - クリスタル・スケイルズ
エディー
声 - 清水俊彦 / 英 - トム・ケニー
マディソン
声 - 〆野潤子 / 英 - ジェニファー・ヘイル
フィリー・フィル
声 - 深津智義 / 英 - フィル・ラマール
キム
声 - 又吉愛 / 英 - ジャニス・カワエ
カムの双子の姉。
カム
声 - 亀岡真美 / 英 - ジャニス・カワエ
キムの双子の弟。
ルナ校長
声 - 宇垣秀成 / 英 - ジェフ・ベネット
サリエリ
声 - / 英 - ダラン・ノリス
カイリー
声 - / 英 - クリー・サマー

## サブタイトル
1. ホーム パート1 (Home, Part 1)
2. ホーム パート2 (Home, Part 2)
3. コラボレーションを学べ (Peanuts! Get Yer Peanuts)
4. リルＤ プロデビュー？ (The Devil And Lil'D)
5. ゴリラのドラマー (Funky Monkey)
6. お金で買えないもの (Eddie's Money)
7. ぶよぶよブロブとたたかえ (The Hunt for Red Blobtober)
8. オタク少年 宇宙の旅 (Brotha from The Third Rock)
9. ウエストリー・サイド・ストーリー (Westly Side Story)
10. ルナ校長の恋 (Love Is In The Hair. . . Net)
11. スターの条件 (Am I Blue?)
12. クールになりたい (Prank Yankers)
13. サニーの師匠 (Mini Mentors)
14. セレブが先生!? (Too Cool for School)
15. 家事はまかせて! (Nothin' To It But To do It)
16. フィリー・フィル救出大作戦 (Free Philly)
17. タミカと野獣(ビースト) (Tamika And The Beast)
18. キケンな学校 (Safety Last)
19. めざせ合格点 (Study Buddies)
20. サニーと熱帯雨林を救え (The Cure)
21. クラス・オブ・ミュージック：クリスマス・スペシャル! パート1 (The Class of 3000 Christmas Special, Part 1)
22. クラス・オブ・ミュージック：クリスマス・スペシャル! パート2 (The Class of 3000 Christmas Special, Part 2)
23. ぶっとびロボット参上 (Big Robot On Campus)
24. 音楽でサバイバル (Take A Hike!)
25. 命の恩人 イエティ (You Ain't Seen Nothin' Yeti)
26. サニーに一票を (Vote Sunny)
27. カム株式会社 (Kam Inc.)
28. ミュージック VS ダンス (Two to Tango)